# Agraylea spathifera
Agraylea spathifera is een fossiele soort schietmot uit de familie Hydroptilidae.